# Krusze (województwo mazowieckie)
Krusze – wieś w Polsce położona w województwie mazowieckim, w powiecie wołomińskim, w gminie Klembów. Ma status sołectwa.
Prywatna wieś szlachecka położona była w drugiej połowie XVI wieku w powiecie kamienieckim ziemi nurskiej województwa mazowieckiego.
W latach 1954–1972 wieś należała i była siedzibą władz gromady Krusze. W latach 1975–1998 miejscowość administracyjnie należała do województwa ostrołęckiego.
Wierni Kościoła rzymskokatolickiego należą do parafii św. Klemensa Papieża i Męczennika w Klembowie.

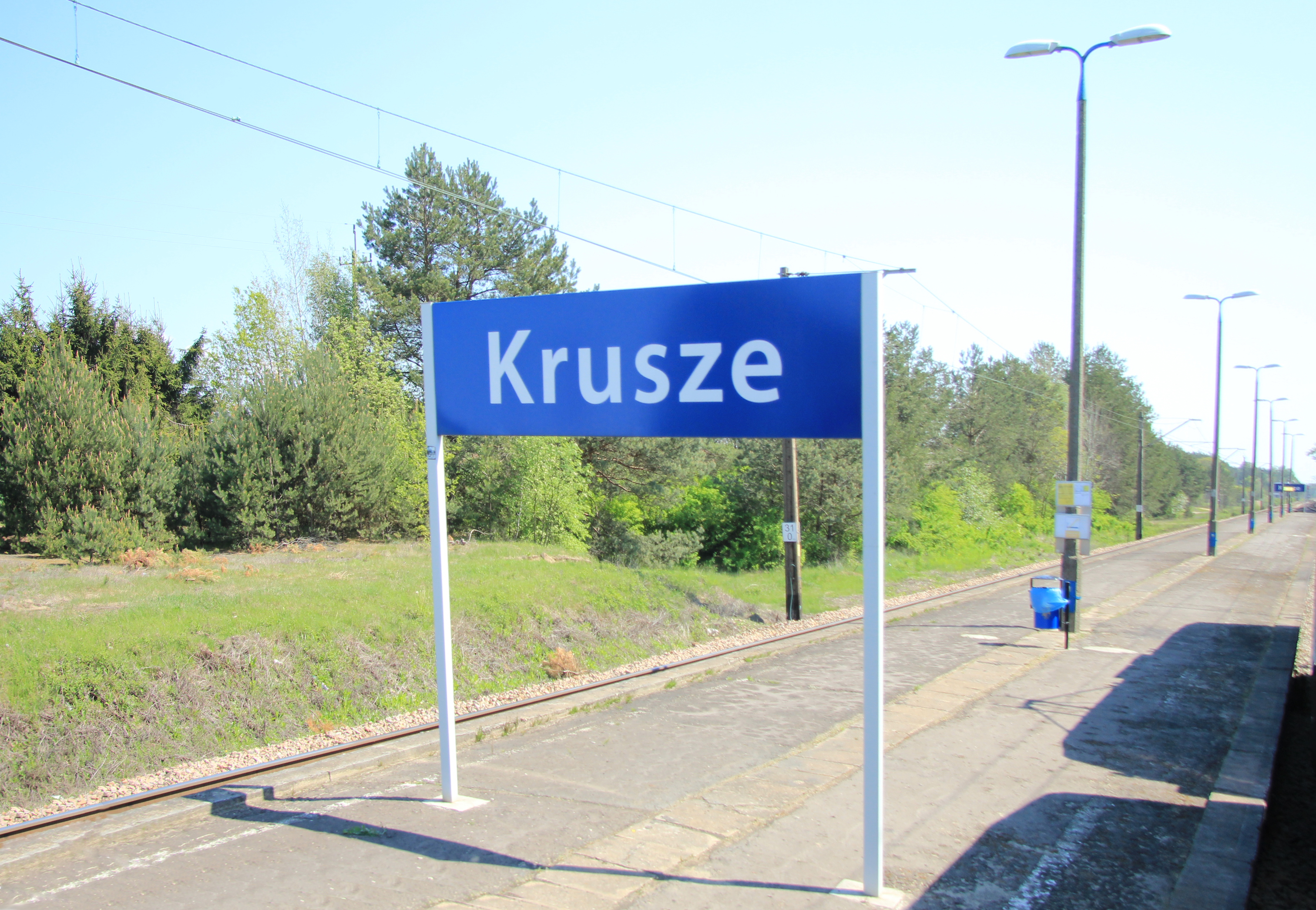
Stacja kolejowa Krusze